# Florida Ice and Farm Company
Florida Ice and Farm Company es una compañía de Costa Rica, conocida por fabricar la Cerveza Imperial.

## Historia
Florida Ice & Farm Co. (FIFCO) nació en 1908 en La Florida de Siquirres, provincia de Limón, Costa Rica. Fue fundada por cuatro hermanos de origen jamaicano de apellidos Lindo Morales, como una empresa dedicada a la agricultura y la fabricación de hielo para los barcos bananeros que llegaban al puerto de Limón.
En 1912, los hermanos Lindo adquirieron la Cervecería y Refresquería Traube, establecida por Jose Traube en Cartago a fines del siglo XIX. A partir de entonces, FIFCO se dedicó principalmente al negocio de bebidas, a través de su operación principal, conocida luego como la Cervecería Costa Rica.
En los primeros años del siglo XXI, FIFCO diversificó su portafolio de bebidas hacia la producción de agua envasada, refrescos naturales, jugos, néctares, bebidas alcohólicas saborizadas y refrescos carbonatados. Además, para la década de 1970 esta empresa participa en el ámbito deportivo, específicamente del fútbol en la tercera división de Costa Rica. 
Entre tanto, en 1990 la Cervecería Costa Rica había incursionado en actividades inmobiliarias orientadas al mercado turístico en la provincia de Guanacaste.
Con el fin de darle una mejor estructura a la organización, FIFCO se convirtió en una empresa poseedora de acciones (“holding company”) sin operaciones propias y se crearon tres subsidiarias principales: Florida Bebidas, Florida Inmobiliaria y Florida Capitales. Esta última se ocupa principalmente de las inversiones de FIFCO en industrias de bebidas y envases en los países centroamericanos.

## Productos

### Licores
La cervecería, produce sus propias cervezas, como la cerveza Imperial (tipo Lager) y la Pilsen (tipo Pilsener, la más antigua en producción desde 1888).
Además de producir otras cervezas de origen nacional como la Bavaria (tipo Premium) y la Rock Ice. También existió la cerveza Tropical que salió de circulación en 2001, al transformarse en una línea de refrescos de fruta.
FIFCO también produce cervezas extranjeras, ejemplo de ello fue en el año 2002, cuando establece una alianza estratégica con Heineken Internacional B.V. al adquirir esta empresa un 25% de las acciones de Florida Bebidas S.A. Ese mismo año, Florida Bebidas S.A.; en alianza con Heineken International y Panamco, compran Cervecería Barú de Panamá. Así, la cervecería produce diversas bebidas alcohólicas extranjeras como: La Cerveza Heineken (de origen holandés), la Cerveza Toña (nicaragüense), la Cerveza Gallo (guatemalteca), la Cerveza Bremen  y Kaiser (estas dos últimas con un contenido muy bajo de alcohol), además de producir vodka puro y cócteles Smirnoff, mezclas de Ron; Cuba libre y Bamboo (esta última con cola) y J&B Scotch Whisky.

### Refrescos

#### Tropical
Tropical es la principal línea de refrescos de fruta y té helado de Florida.
La producción industrial de frescos de frutas naturales en Costa Rica se inició en el año 2001, cuando Florida Bebidas decidió sacar del mercado a una línea de cerveza que fabricaba; la Cerveza Tropical y transformarla en una línea de refrescos de fruta y té helado, los Refrescos Tropical. A partir de entonces, la industria de bebidas de frutas en el país ha estado en una constante renovación y expansión hacia el mercado exterior. 

#### Tampico
En 2001, Florida compra algunas acciones de la estadounidense TAMPICO Inc. incorporando al mercado costarricense la primera línea de refrescos cítricos. La línea cuenta con los sabores de: Tampico Citrus Punch, Grape Punch y Fruit Punch.

#### FunC
FunC es una línea de refrescos saborizados, hechos a base de fruta. Fue lanzada al mercado en 2009 y actualmente cuenta con los sabores de Pera, Manzana, Melocotón y Frutas. Además lanzó su línea de té helado a finales del mismo año...

#### Carbonatados

##### Pepsi
En el 2007 FIFCO adquiere a ECSA y DCB; empresas productora y distribuidora, respectivamente, de las bebidas de Pepsico en Costa Rica. Así, empezó a producir y distribuir los refrescos y productos Pepsi en el país, como: La bebida de cola Pepsi, 7 Up, Gatorade, Evervess, Adrenaline Rush, Mountain Dew, Mirinda y té helado de la marca Lipton, entre otras.

##### Milory
Milory es un refresco carbonatado sabor kola champán y kolita, propio de Florida, fue lanzado al mercado en 2004.

##### Energéticas
- Maxx Energy: La principal bebida energética de Florida, es una bebida carbonatada energizante, hecha a base de cafeína y guaraná.

- Jet: Es una bebida carbonata energizante, sabor ponche de frutas.

- MaxiMalta: Es una bebida carbonatada energizante hecha a base de cebada malteada, de sabor original y caramelo.

#### Néctares

##### Kerns
En el 2006 Florida adquiere a la empresa Alimentos Kerns, produciendo y distribuyendo así los néctares Kerns, entre ellos:
- Néctares y concentrados de fruta.

- Jugos de fruta.

- Cócteles de verduras.

##### Ducal
Ducal es otra marca de néctares, de FIFCO. Derivada de Kerns. Que además fabrica jugos concentrados y cócteles de vegetales y tomate.

#### Agua embotellada Cristal
En el año 1995, Florida incursiona en el área del agua embotellada, creando así su propia marca de agua embotellada; Cristal.

### Lácteos Mú
FIFCO incursionó en el mercado de lácteos de Costa Rica en 2012, con su marca Mú, al adquirir a la Cooperativa Lechera Coopeleche, la línea de lácteos fue presentada y lanzada al mercado a finales del 2012. Los productos Mú son:
- Leche.

- Yogur.

- Natilla.

- Queso crema.

- Helados.

### Alimentos
FIFCO fabrica, bajo la marca Kerns, pastas de tomate y aderezos como Ketchup y Mayonesa, y bajo la marca Ducal, una línea de productos y conservas enlatadas, entre ellos: pastas y salsas de tomate, una línea de frijoles enlatados, así como cócteles de fruta y enlatados de maíz y jalapeños.